# پدروی سوم، پادشاه پرتغال
پدروی سوم (به پرتغالی: Pedro III) پادشاه پرتغال بود که براساس حق یوره اوکساریس در کنار همسرش ماریای یکم به پادشاهی رسید. پدر او، ژواو پنجم بود. او همچنین برادر کوچکتر ژوزه یکم بوده و همسرش ماریا در واقع برادرزادهٔ او بود. پدرو علاقهٔ چندانی به حکومت‌داری نداشت و بیشتر وقتش را به شکار و عبادت می‌گذراند.